# Alessandra Sensini
Alessandra Sensini, née le 26 janvier 1970 à Grosseto (Toscane), est une véliplanchiste italienne.

## Biographie
Alessandra Sensini se classe septième de l'épreuve de planche à voile aux Jeux olympiques d'été de 1992 à Barcelone. C'est en 1996 qu'elle remporte sa première médaille olympique, à Atlanta en terminant troisième de l'épreuve.
Dès lors, elle ne quitte plus les podiums olympiques, remportant l'or  en 2000 à Sydney, le bronze en 2004 à Athènes et l'argent en 2008 à Pékin.
La native de Grosseto remporte aussi de nombreuses médailles mondiales et européennes, dont une médaille d'argent aux championnats du monde de RS:X en 2010.

## Hommage
Le 7 mai 2015, en présence du président du Comité national olympique italien (CONI), Giovanni Malagò, a été inauguré  le Walk of Fame du sport italien dans le parc olympique du Foro Italico de Rome, le long de Viale delle Olimpiadi. 100 tuiles rapportent chronologiquement les noms des athlètes les plus représentatifs de l'histoire du sport italien. Sur chaque tuile figure le nom du sportif, le sport dans lequel il s'est distingué et le symbole du CONI. L'une de ces tuiles lui est dédiée .